# Heike Negenborn
Heike Negenborn (* 20. Februar 1964 in Bad Neuenahr) ist eine deutsche Malerin und Grafikerin.

## Werdegang
Heike Negenborn ist 1964 in Bad Neuenahr geboren. Das Abitur legte sie 1983 am Privaten Gymnasium der Ursulinen Kalvarienberg, Bad Neuenahr-Ahrweiler ab. Ihre künstlerische Ausbildung begann Negenborn von 1983 bis 1985 am Washington College in Chestertown, Maryland mit dem Studium naturalistischer Acryl- und Pastellmalerei mit Schwerpunkt auf Stillleben und Porträt. 1988 errang sie den Bachelor of Fine Arts am Austin-College in Sherman, Texas, USA. Seit 1989 führt sie regelmäßig mehrmonatige externe künstlerisch-praktische Landschaftsprojekte in verschiedenen Regionen von Deutschland, Frankreich, Spanien, Italien und Litauen durch.
In Deutschland absolvierte sie 1994 an der Johannes-Gutenberg-Universität, Mainz das 1. Staatsexamen in Kunsterziehung und Englisch für das Lehramt an Gymnasien. 2001 folgte das Diplom Freie Bildende Kunst in den Fachgebieten Malerei und Druckgrafik bei Peter Lörincz, Akademie für Bildende Künste Mainz, heute Kunsthochschule Mainz.
Seit 1996 lebt und arbeitet Heike Negenborn hauptberuflich als freie bildende Künstlerin in den Bereichen Malerei und Druckgrafik in Deutschland und Frankreich. Von 2009 bis 2013 hatte sie ein Gemeinschaftsatelier mit Peter Lörincz in Saint-Jean-de-Fos, Frankreich. Von dort aus führten sie gemeinsame mehrmonatiger künstlerisch-praktische Landschaftsprojekte in verschiedenen Regionen Südfrankreichs und Spaniens durch.  Negenborn war bis 2018 auch als Dozentin für Malerei und Zeichnung tätig, beispielsweise für die Fachhochschule Mainz, für das Institut für Kunstpädagogik der Goethe–Universität Frankfurt am Main und die Akademie für Bildende Künste Mainz.
Heike Negenborn ist Mitglied in der Pfälzischen Sezession, Ludwigshafen (seit 2005) und im Künstlersonderbund 1990 e. V. – Realismus der Gegenwart, Berlin (seit 2011).

## Werk

Heike Negenborn – Rheinhessische Toskana, 2022, Acryl auf Holz, 64 × 76 cm

Heike Negenborn – Abbruchkante, 2023, Acryl auf Leinwand, 105 x 125 cm

Heike Negenborn – Netscape 2, 2015-18, Acryl auf Leinwand, 130 x 155 cm

Heike Negenborns ausschließliches Thema ist die Landschaft. Für ihre „Überblickslandschaften“ – wie sie sie nennt – ist die Natur Inspirationsquelle. Sie malt nicht nur im Atelier, sondern auch besonders zu Anfang ihres Schaffens vor der Natur. Dabei hält sie die Landschaft mit ihren Bergen und Wolken auf der Leinwand direkt vor dem Motiv fest. Eine größere Bedeutung bekommt immer mehr ihre Sammlung mit Fotografien und ebenfalls vor Ort angefertigten kleinformatigen Skizzen und Zeichnungen. Für ein Bild nutzt sie häufig Motive aus unterschiedlichen Quellen, kombiniert beispielsweise einen Hügelkamm mit einem anderen Wolkenhimmel. In der letzten Zeit nutzt sie zunehmend digitale Möglichkeiten, um die Naturfragmente zu komponieren, wobei die Umsetzung weiterhin analog in Acrylfarben erfolgt. – Neben Gemälden entstehen Landschaftsradierungen und analoge Weiterbearbeitungen von digitalen Drucken.
Ihre Landschaften zeigen mit ihren tiefen Horizonten und den oft bildbestimmenden Wolkenformationen durchaus Ähnlichkeiten zur Niederländischen Landschaftsmalerei, von denen sie inspiriert ist. „Damit steht Heike Negenborn in einer spezifischen Tradition der Wirklichkeitserfassung in der Landschaftsmalerei, deren Stilstufe mit klaren, realistischen landschaftlichen Ausformulierungen stark an die Landschaftsmalerei der deutschen Romantik erinnert.“
Ihr Ansatz ist jedoch modern: In ihren menschenleeren Bildern zeigt sie die Landschaften, die Spuren der Urkräfte der Natur zeigen, die aber auch Kulturlandschaften sind. Besondern in der Werkgruppe der Netscapes strukturiert sie mit Perspektivlinien, die Methoden der Renaissance-Perspektive mit klassischen Vermessungstechniken kombinieren und im Aussehen an Computer-Pixel erinnern, als Raster den gesamten Bildraum. Dieses Vermessen verbildlicht das Verhältnis zwischen Natur, ihrem Abbild und seinen multimedialen Transfermöglichkeiten. Die Überformung der vom Menschen geprägten Landschaft wird hier in der Reduktion ihrer sonst stark farbigen Palette auf Schwarzweiß- und Grautöne untermauert. Einziger Ausbruch aus der künstlichen Ordnung sind die in sie hinein und über sie gemalten expandierenden gewaltigen Wolken. Die Künstlerin sieht sie als Metaphern einer unberührten, analogen, autonomen Realität.

## Ausstellungen (Auswahl)
Ab 1987 begann eine rege Ausstellungstätigkeit in Kunstmuseen, städtischen und privaten Galerien.
- 2004: „Landschaft,“ Schlossparkmuseum, Bad Kreuznach (Einzelausstellung)
- 2006: „Landschaften,“ Museum Kronberger Malerkolonie, Kronberg im Taunus (Einzelausstellung)
- 2011: „Wolken über Occitanien,“ Maison de Heidelberg Montpellier, Frankreich (Einzelausstellung)
- 2012: „Un regard ouvert – Una mirada abierta,“ Französische Botschaft Madrid, Spanien (Einzelausstellung)
- 2013: „Nah und Fern,“ mit Michael Rausch, Museum Pachen, Rockenhausen (Einzelausstellung)
- 2014 Albert-Haueisen-Preisträgerausstellung für Malerei 2013, Zehnthaus Jockgrim (Einzelausstellung)
- 2015: „Der weite Blick,“ Ingelheimer Kunstverein, Ingelheim am Rhein (Einzelausstellung)
- 2016: „Übersichten,“ Kunststation Kleinsassen, Hofbieber (Katalog) (Einzelausstellung)
- 2018: „Flux4art. Kunst in Rheinland-Pfalz,“ Landeskunstschau, Kunstverein Germersheim (Katalog) (Gruppenausstellung)
- 2018: „Blickfelder,“ Kunstverein Die Treidler, Kunsthaus Frankenthal (Einzelausstellung)
- 2018 Pfalzpreis für Bildende Kunst 2018 – Malerei, Museum Pfalzgalerie Kaiserslautern (Katalog) (Gruppenausstellung)
- 2019: „Blickfang,“ Pfalzpreisträgerausstellung für Bildende Kunst in der Sparte Malerei 2018, Museum Pfalzgalerie Kaiserslautern (Katalog) (Einzelausstellung)
- 2019: „fremd – vertraut,“ Kunstbezirk, Galerie im Gustav-Siegle-Haus, Stuttgart (Katalog) (Gruppenausstellung)
- 2020 René Carcan International Prize for Printmaking, Brüssel, Belgien (Katalog) (Gruppenausstellung)
- 2020: „Terra Cognita – Zeichnung, Druckgraphik, Malerei,“ Museum Wilhelm Morgner, Soest (Katalog) (Einzelausstellung)
- 2022: „Inszenierung und Wirklichkeit – Neue Landschaften – Malerei und Graphik,“ Galerie Poll, Berlin (Einzelausstellung)
- 2022: „Terra Cognita – Zeichnung, Druckgraphik, Malerei,“ Kloster Bentlage, Rheine (Katalog) (Einzelausstellung)
- 2022: Kahnweiler-Preis 2022 – Arbeiten auf Papier, Museum der Kunst, Rockenhausen (Gruppenausstellung)
- 2022: Perron-Kunstpreis in der Sparte Malerei, Kunsthaus Frankenthal (Gruppenausstellung)
- 2022: „Terra Cognita – Zeichnung, Druckgraphik, Malerei,“ Stadtmuseum Siegburg (Katalog) (Einzelausstellung)
- 2023: DIE GROSSE Kunstausstellung NRW 2023, Kunstpalast und NRW-Forum, Düsseldorf (Katalog) (sowie 2015 und 2017) (Gruppenausstellung)
- 2023: „Naturgeschichten – Botanik und Kunst im Dialog,“ Burg Vischering, Lüdinghausen (Gruppenausstellung)
- 2023: „Landschaftsgeschichten – Malerei und Graphik,“ Galerie Hübner + Hübner, Frankfurt am Main (Einzelausstellung)
- 2024: 20. Internationale Grafik-Triennale, Kunstverein zu Frechen (Gruppenausstellung)
- 2024: „Perspektiven/Perspectives“ und Vergabe des Kunstpreises der Ike und Berthold-Roland-Stiftung, Galerie Peter Zimmermann, Mannheim (Einzelausstellung)
- 2024: „Traumlandschaft – Alptraum Landschaft,“ Mittelrhein-Museum Koblenz (Gruppenausstellung)

## Preise, Anerkennungen und Stipendien
- 1987–1988: Kunststipendium am Austin College, Sherman, Texas, USA
- 1993: Förderstipendium der Johannes Gutenberg–Universität, Mainz
- 1998–1999: Stadtdruckerpreis der Stadt Mainz, Mainzer Stadtdrucker, Kategorie Druckgrafik, Mainz
- 2000: Arbeitsstipendium am Künstlerbahnhof Ebernburg, Bad Münster am Stein-Ebernburg
- 2013: Albert-Haueisen-Hauptpreis 2013, Kategorie Malerei, Kunstpreis des Landkreises Germersheim, Zehnthaus Jockgrim
- 2014: Andreas-Kunstpreis – Natur/Mensch, Kategorie Malerei, Nationalpark Harz
- 2015: Hans-Jürgen Imiela-Gedächtnispreis · 26. Mainzer Kunstpreis Eisenturm 2015, Kategorie Malerei, Mainz
- 2017: Wilhelm-Morgner-Preis 2016, Kategorie Malerei, Museum Wilhelm Morgner, Soest
- 2017: Honorable Mention, 10. Internationale Biennale zeitgenössischer Druckgrafik, Trois-Rivières, Québec, Kanada
- 2018: Künstlerresidenz der Association les vendémiaires, Résidence d’Emma, Saint-Mathieu-de-Tréviers, Frankreich
- 2018: Pfalzpreis für Bildende Kunst in der Sparte Malerei 2018 (Hauptpreis), Museum Pfalzgalerie Kaiserslautern
- 2021: Projektförderung, NEUSTART KULTUR, BBK Bundesverband; Beauftragte der BKM
- 2021: reguläres Jahresarbeitsstipendium, Stiftung Kunstfonds Bonn
- 2022: Halbjahresstipendium, NEUSTART KULTUR, Stiftung Kunstfonds Bonn
- 2024: Kunstpreis der Ike und Berthold-Roland-Stiftung, Mannheim

## Präsenz in Museen und Sammlungen (Auswahl)
- Kunstsammlung der Bundesrepublik Deutschland
- Stiftung Rheinland-Pfalz für Kultur, Künstlerhaus Edenkoben
- Kunstsammlung Krohne Duisburg
- Museum Obentraut3, Ingelheim–Großwinternheim
- Museum Pfalzgalerie Kaiserslautern
- Landeskunstsammlung Rheinland–Pfalz Mainz
- Hokkaido Museum of Modern Art, Sapporo, Japan
- Stadtmuseum Siegburg
- Museum Wilhelm Morgner Soest
- Musée Pierre-Boucher, Trois-Rivières, Québec, Kanada
- Kunstsammlungen der Veste Coburg
- Purdue Permanent Collection, West Lafayette, Indiana, USA.